# Lê Thế Tiết
Lê Thế Tiết (1900–1940) là nhà cách mạng Việt Nam, Bí thư đầu tiên của Tỉnh ủy Quảng Trị Đảng Cộng sản Việt Nam.

## Thân thế
Lê Thế Tiết sinh ra ở làng Tường Vân, phủ Triệu Phong, tỉnh Quảng Trị. Ông là con trai thứ hai của Lê Thế Vỹ, Hội viên Việt Nam Quang phục Hội, từng tham gia kế hoạch khởi nghĩa Kinh thành Huế. Năm 1914, ông Lê Thế Vỹ vận động người dân Tường Vân lên khai hoang làm ăn ở đường số 9 (huyện Cam Lộ), hình thành làng Tân Tường. Anh trai ông là Lê Thế Hiếu, từng làm Chủ tịch Ủy ban hành chính kháng chiến tỉnh Quảng Trị sau Cách mạng Tháng Tám.

## Cuộc đời
Khoảng những năm 1918–1919, Lê Thế Tiết thi đỗ cử nhân. Năm 1924, ông được bổ nhiệm làm Thừa phái ở huyện Diễn Châu. Năm 1926, ông gia nhập Hội Phục Việt (tức Tân Việt Cách mạng Đảng). Năm 1928, ông từ chức, được Kỳ bộ Trung Kỳ của Tân Việt cử về Quảng Trị để xây dựng lực lượng. Ở đây, ông đã gây dựng căn cứ ở Tân Tường, thành lập Tỉnh bộ Quảng Trị với mười hai Đảng viên, gồm Nguyễn Hữu Mão, Trương Sĩ Đản, Nguyễn Tiến Nhiếp, Hồ Chơn Nhơn, Nguyễn Ổn, Đào, Yên,...
Tháng 6 năm 1929, Đông Dương Cộng sản Đảng thành lập, cử Nguyễn Phong Sắc đến Quảng Trị gặp gỡ Lê Thế Tiết để chuyển Tỉnh bộ Tân Việt thành tổ chức cộng sản, chi bộ cộng sản đầu tiên được thành lập gồm Lê Thế Tiết, Nguyễn Hữu Mão, Lê Thị Quế, Phan Thị Hồng, Hoàng Thị Ái, Trương Sĩ Đản. Tháng 7, phong trào đấu tranh bị thực dân Pháp với sự giúp đỡ của Tri phủ Hải Lăng Ngô Đình Diệm đàn áp, nhiều tổ chức cộng sản, Thanh niên và các cơ sở quần chúng bị phá vỡ, nhiều người bị tù đày (bao gồm cả Lê Thế Hiếu). Tháng 11, Đông Dương Cộng sản Liên đoàn cử Lê Viết Lượng đến liên lạc với Lê Thế Tiết thành lập và khôi phục phong trào. Tháng 1 năm 1930, chi bộ Tường Vân và chi bộ Tân Tường thành lập.
Tháng 2 năm 1930, Đảng Cộng sản Việt Nam thành lập trên cơ sở sáp nhập ba tổ chức cộng sản (An Nam Cộng sản Đảng, Đông Dương Cộng sản Đảng, Đông Dương Cộng sản Liên đoàn). Ngày 20 tháng 4, Lê Viết Lượng, lúc này là phái viên của Xứ ủy Trung Kỳ Đảng Cộng sản Việt Nam, đến Quảng Trị gặp mặt Lê Thế Tiết, Ban Vận động Đảng bộ lâm thời được thành lập. Ngày 21 tháng 4, Ban Vận động tổ chức hội nghị ở nhà ông Nguyễn Phu (làng Đại Hào, Triệu Phong), Tỉnh ủy lâm thời Quảng Trị chính thức thành lập, gồm Bí thư Lê Thế Tiết cùng hai Ủy viên Nguyễn Hữu Mão và Trần Hữu Dực. Tháng 5, Huyện ủy lâm thời Cam Lộ được thành lập, ông kiêm nhiệm công tác Bí thư.
Tháng 10, do đường dây liên lạc giữa Thừa Thiên và Quảng Trị bị vỡ, ông cùng Nguyễn Hữu Mão bị thực dân Pháp bắt và giam giữ ở nhà tù Lao Bảo. Năm 1933, ông ra tù và tiếp tục hoạt động, xây dựng căn cứ Tỉnh ủy ở làng Tân Tường. Tháng 10 năm 1936, Lê Duẩn đến Tân Tường gặp Lê Thế Tiết để tiến hành đấu tranh theo đường lối mới. Để vận động tài chính cho Đảng, ông đã bán tài sản của gia đình để lấy tiền sung vào quỹ Đảng, làm vốn cho Lê Duẩn và Hoàng Thị Ái lên vùng núi Ba Lòng buôn bán.
Tháng 3 năm 1938, ông cùng chị gái Lê Thị Quế được Xứ ủy Trung Kỳ cử vào Huế mở hiệu buôn nước mắn An Long (số 83 đường Gia Long) làm cơ quan tài chính của Xứ ủy. Bà Quế làm chủ hiệu, các nhân viên có Lê Công Bé, Nguyễn Vịnh, Hoàng Thị Quả, Lê Thị Nuội. Năm 1939, ông bị thực dân Pháp bắt, giam giữ ở nhà lao Thừa Phủ (Thừa Thiên) và bị nhốt chung vào xà lim "nặng" với Lê Bá Dị và Đặng Thai Mai. Tháng 9, trước phong trào đấu tranh của tù nhân, ông bị thực dân Pháp đày lên nhà tù Lao Bảo cùng Nguyễn Vịnh, Phạm Tế, Lê Tự Nhiên, Hoàng Anh và Tố Hữu.

## Cái chết
Ngày 20 tháng 10 năm 1940, Tỉnh ủy Quảng Trị quyết định tiến hành rải truyền đơn ở nhiều nơi trong tỉnh, nhưng bị chính quyền thực dân đàn áp dữ dội, hầu hết các tổ chức Đảng đều bị vỡ và bị bắt. Con gái ông là bà Lê Thị Diệu Muội may mắn chạy thoát. Để đánh lạc hướng, người thân nói dối rằng bà Diệu đi thăm bố ở Lao Bảo. Được tin, ngục trưởng (Hô-chi-ê) bắt ông đến tra hỏi tung tích con gái. Do không thu thập được thông tin, ông bị hành hung dẫn tới vỡ sọ chết ngay tại chỗ.
Sau khi ông gặp nạn, các tù chính trị ở nhà tù Lao Bảo đã tiến hành đấu tranh chống cai ngục, tổ chức lễ truy điệu ông. Nhà thơ Tố Hữu đã sáng tác bài thơ Trăng trối trong thời gian này.
Năm 2018, hài cốt của ông và con trai Lê Thế Diễn được đưa về an táng tại nghĩa trang gia đình ở huyện Kỳ Sơn (Hòa Bình). Ông Diễn là Đại tá Quân đội nhân dân Việt Nam, Phó Chính ủy Cục Hậu cần B4 (Mặt trận Trị–Thiên), tử trận năm 1972. Năm 2009, Lê Thế Diễn được truy tặng Huân chương Độc lập hạng Nhì.

## Tác phẩm
Lê Thế Tiết từng sáng tác một số bài thơ để phục vụ công tác tuyên truyền, ngoài ra còn có:
- Diêm phù thạch ký (tiểu thuyết), viết bằng chữ quốc ngữ, kể về quá trình giác ngộ và hoạt động cách mạng của một phụ nữ có học thức.
- Thằng Cu Chim (truyện vừa), kể về quá trình giác ngộ cách mạng của một em bé nhà nghèo.

Hai tác phẩm trên hiện đều thất lạc.

## Vinh danh
Năm 2009, ông được Nhà nước Việt Nam truy tặng Huân chương Hồ Chí Minh.
Tên của ông được đặt cho một số con đường ở thành phố Đông Hà, thị xã Quảng Trị, thị trấn Ái Tử (Triệu Phong).
Ở xã Cam Thành (Cam Lộ, Quảng Trị) có một trường tiểu học mang tên ông.